# Sulawesislangenarend
De Sulawesislangenarend (Spilornis rufipectus) of Celebesslangenarend is een vogel uit de familie Accipitridae (Havikachtigen).

## Verspreiding en leefgebied
Deze soort is endemisch op Sulawesi (voorheen Celebes) en telt twee ondersoorten:
- S. r. rufipectus: Sulawesi.
- S. r. sulaensis: Banggai-eilanden en de Sula-eilanden (nabij oostelijk Sulawesi).